# Hauteas
Hauteas is een bestuurslaag in het regentschap Timor Tengah Utara van de provincie Oost-Nusa Tenggara, Indonesië. Hauteas telt 1821 inwoners (volkstelling 2010).